# 1987 a jogalkotásban
1987-ben az alábbi jogszabályokat alkották meg:

## Magyarország

### Törvények (12)
- 1987. évi I. törvény 	 a földről
- 1987. évi II. törvény 	 a Magyar Népköztársaság 1986. évi állami költségvetésének a végrehajtásáról
- 1987. évi III. törvény 	 a Büntető Törvénykönyvről szóló 1978. évi IV. törvény módosításáról
- 1987. évi IV. törvény 	 a büntetőeljárásról szóló 1973. évi I. törvény módosításáról
- 1987. évi V. törvény 	 az általános forgalmi adóról
- 1987. évi VI. törvény 	 a magánszemélyek jövedelemadójáról
- 1987. évi VII. törvény 	 a Magyar Népköztársaság minisztériumainak felsorolásáról
- 1987. évi VIII. törvény 	 a Magyar Népköztársaság 1988. évi állami költségvetéséről
- 1987. évi IX. törvény 	 az állami pénzügyekről szóló 1979. évi II. törvény módosításáról
- 1987. évi X. törvény 	 az Alkotmány módosításáról
- 1987. évi XI. törvény 	 a jogalkotásról
- 1987. évi XII. törvény 	 az 1960 előtt kibocsátott jogszabályok rendezéséről

### Törvényerejű rendeletek (29)
- Forrás: Törvényerejű rendeletek teljes listája (1949 - 1989)

- 1987. évi 1. törvényerejű rendelet 	 a Magyar Népköztársaság Kormánya és a Csehszlovák Szocialista Köztársaság Kormánya között a kulturális és tudományos együttműködésről Budapesten, 1986. október 22-én aláírt egyezmény kihirdetéséről és az 1961. évi 16. törvényerejű rendelet hatályon kívül helyezéséről
- 1987. évi 2. törvényerejű rendelet 	 a szabálysértésekről szóló 1968. évi I. törvény módosításáról
- 1987. évi 3. törvényerejű rendelet 	 a Magyar Népköztársaság Kormánya és a Jugoszláv Szocialista Szövetségi Köztársaság Képviselőháza Végrehajtó Tanácsa között a tudományos, oktatási és kulturális együttműködésről Belgrádban, 1986. március 24-én aláírt egyezmény kihirdetéséről
- 1987. évi 4. törvényerejű rendelet 	 a külföldiek ingatlanhasználati jogáról
- 1987. évi 5. törvényerejű rendelet 	 az államtitokról és a szolgálati titokról
- 1987. évi 6. törvényerejű rendelet 	 az egészségügyről szóló 1972. évi II. törvény módosításáról
- 1987. évi 7. törvényerejű rendelet 	 a Magyar Népköztársaság és a Bolíviai Köztársaság között Budapesten, 1985. június 21-én aláírt konzuli egyezmény kihirdetéséről
- 1987. évi 8. törvényerejű rendelet 	 a nukleáris anyagok fizikai védelméről szóló egyezmény kihirdetéséről
- 1987. évi 9. törvényerejű rendelet 	 a büntetések és az intézkedések végrehajtásáról szóló 1979. évi 11. törvényerejű rendelet módosításáról
- 1987. évi 10. törvényerejű rendelet 	 a Magyar Népköztársaság felsőoktatási intézményeiről szóló 1986. évi 13. törvényerejű rendelet módosításáról
- 1987. évi 11. törvényerejű rendelet 	 egyes polgári jogi szabályok módosításáról
- 1987. évi 12. törvényerejű rendelet 	 a szerződések jogáról szóló, Bécsben az 1969. évi május hó 23. napján kelt szerződés kihirdetéséről
- 1987. évi 13. törvényerejű rendelet 	 a konzuli kapcsolatokról Bécsben, 1963. április 24-én elfogadott egyezmény kihirdetéséről
- 1987. évi 14. törvényerejű rendelet 	 az általános forgalmi adóról és a magánszemélyek jövedelemadójáról szóló törvények hatálybalépésével kapcsolatos átmeneti rendelkezésekről és jogszabály-módosításokról
- 1987. évi 15. törvényerejű rendelet 	 az atomenergiáról szóló 1980. évi I. törvény módosításáról
- 1987. évi 16. törvényerejű rendelet 	 a vállalkozói adóról
- 1987. évi 17. törvényerejű rendelet 	 a Magyar Kereskedelmi Kamara elnevezésének megváltoztatásáról
- 1987. évi 18. törvényerejű rendelet 	 a társadalombiztosításról szóló 1975. évi II. törvény módosításáról
- 1987. évi 19. törvényerejű rendelet 	 a versenytárgyalásról
- 1987. évi 20. törvényerejű rendelet 	 az Egyesült Nemzeteknek az áruk nemzetközi adásvételi szerződéseiről szóló, Bécsben, az 1980. évi április hó 11. napján kelt Egyezménye kihirdetéséről
- 1987. évi 21. törvényerejű rendelet 	 a tanácsokról szóló 1971. évi I. törvény egyes rendelkezéseinek módosításáról, a kétszintű igazgatás bevezetéséről
- 1987. évi 22. törvényerejű rendelet 	 a kötvényről szóló 1982. évi 28. törvényerejű rendelet módosításáról
- 1987. évi 23. törvényerejű rendelet 	 a kincstárjegyről
- 1987. évi 24. törvényerejű rendelet 	 a Túszszedés Elleni Nemzetközi Egyezmény kihirdetéséről
- 1987. évi 25. törvényerejű rendelet 	 a külföldre utazásról és az útlevélről
- 1987. évi 26. törvényerejű rendelet 	 egyes devizarendelkezésekről
- 1987. évi 27. törvényerejű rendelet 	 az Államok és más államok természetes és jogi személyei közötti beruházási viták rendezéséről szóló, Washingtonban, 1965. március 18-án kelt Egyezmény kihirdetéséről
- 1987. évi 28. törvényerejű rendelet 	 a gazdasági társulásokról szóló 1978. évi 4. törvényerejű rendelet módosításáról
- 1987. évi 29. törvényerejű rendelet 	 a magánkereskedelemről szóló 1977. évi 15. törvényerejű rendelet módosításáról

### Minisztertanácsi rendeletek (100)
- 1/1987. (I. 27.) MT rendelet 	 a Magyar Népköztársaság Kormánya és a Román Szocialista Köztársaság Kormánya között a határt alkotó és a határ által átmetszett vizekkel kapcsolatos vízügyi kérdések szabályozásáról Bukarestben, 1986. évi június hó 25. napján kötött egyezmény kihirdetéséről
- 2/1987. (II. 9.) MT rendelet 	 a Vasúti Árufuvarozás Szabályzatának módosításáról
- 3/1987. (II. 9.) MT rendelet 	 a munkaügyi ellenőrzésről
- 4/1987. (II. 9.) MT rendelet 	 a munkavédelemről szóló 47/1979. (XI. 30.) MT rendelet módosításáról
- 5/1987. (II. 9.) MT rendelet 	 az egyes szabálysértésekről szóló 17/1968. (IV. 14.) Korm. rendelet módosításáról
- 6/1987. (II. 24.) MT rendelet 	 a Magyar Népköztársaság Kormánya és a Szovjet Szocialista Köztársaságok Szövetsége Kormánya között 1986. november 4. napján aláírt, a magyar-szovjet közös gazdálkodó szervezetek alapításának rendjéről és tevékenységük alapelveiről szóló egyezmény kihirdetéséről
- 7/1987. (III. 10.) MT rendelet 	 a gazdálkodó szervezetek jövedelemszabályozásáról szóló egyes jogszabályok módosításáról
- 8/1987. (III. ?.) MT rendelet ?
- 9/1987. (III. 28.) MT rendelet 	 egyes szolgáltatási tevékenységekkel kapcsolatos várakozási időről
- 10/1987. (III. 28.) MT rendelet 	 az állami kitüntetések és kitüntető címek után járó nyugdíjkedvezményekről szóló 30/1985. (VI. 22.) MT rendelet módosításáról
- 11/1987. (IV. 3.) MT rendelet 	 a raktári dolgozók leltárhiányért való anyagi felelősségéről
- 12/1987. (IV. 13.) MT rendelet 	 a nyugellátások és egyéb ellátások kiegészítéséről, illetőleg emeléséről
- 13/1987. (V. 4.) MT rendelet 	 az akadémikusok és hozzátartozóik nyugdíjával kapcsolatos egyes kérdésekről
- 14/1987. (V. 13.) MT rendelet 	 az Adó- és Pénzügyi Ellenőrzési Hivatalról
- 15/1987. (V. 13.) MT rendelet 	 az illetékhivatalokról
- 16/1987. (V. 13.) MT rendelet 	 a távközlési beruházási hozzájárulásról
- 17/1987. (VI. 9.) MT rendelet 	 az államtitokról és a szolgálati titokról szóló 1987. évi 5. törvényerejű rendelet végrehajtásáról
- 18/1987. (VI. 14.) MT rendelet 	 az egészségügyről szóló 1972. évi II. törvény végrehajtásáról és az egészségügyi miniszter jogköréről rendelkező 16/1972. (IV. 29.) MT rendelet módosításáról
- 19/1987. (VI. 14.) MT rendelet 	 a munka törvénykönyve végrehajtásáról szóló 48/1979. (XII. 1.) MT rendelet módosításáról
- 20/1987. (VII. 10.) MT rendelet 	 a vállalati forgóeszköz-gazdálkodás egyes kérdéseinek szabályozásáról
- 21/1987. (VII. 10.) MT rendelet 	 az állategészségügyi intézetek létesítéséről szóló 175/1951. (IX. 22.) MT rendelet hatályon kívül helyezéséről
- 22/1987. (VII. 20.) MT rendelet 	 a nyugellátások és egyéb ellátások kiegészítéséről, illetőleg emeléséről
- 23/1987. (VII. 22.) MT rendelet 	 a Magyar Népköztársaság Kormánya és a Csehszlovák Szocialista Köztársaság Kormánya között Budapesten, 1986. évi november hó 24. napján aláírt, a magyar-csehszlovák vasúti forgalom szabályozásáról szóló Egyezmény kihirdetéséről
- 24/1987. (VII. 22.) MT rendelet 	 a vagyonvédelmi tevékenységről és a magánnyomozás tilalmáról
- 25/1987. (VII. 28.) MT rendelet 	 a Magyar Népköztársaság Kormánya és a Svéd Királyság Kormánya között a beruházások elősegítéséről és kölcsönös védelméről szóló megállapodás kihirdetéséről
- 26/1987. (VII. 30.) MT rendelet 	 a földről szóló 1987. évi I. törvény végrehajtásáról
- 27/1987. (VII. 30.) MT rendelet 	 a tartós földhasználatba adott földekre vonatkozó szabályokról
- 28/1987. (VIII. 9.) MT rendelet 	 a Bécsben, 1986. szeptember 26-án aláírt, a nukleáris balesetekről adandó gyors értesítésről szóló egyezmény kihirdetéséről
- 29/1987. (VIII. 9.) MT rendelet 	 a Bécsben, 1986. szeptember 26-án aláírt, a nukleáris baleset, vagy sugaras veszélyhelyzet esetén való segítségnyújtásról szóló egyezmény kihirdetéséről
- 31/1987. (VIII. 24.) MT rendelet 	 a mezőgazdasági termékértékesítési szerződésről szóló 14/1978. (III. 1.) MT rendelet módosításáról
- 32/1987. (IX. 1.) MT rendelet 	 az egyetemek kari tagozódásáról, valamint az egyetemi továbbképző intézetekről szóló 37/1986. (VIII. 31.) MT rendelet módosításáról
- 33/1987. (IX. 1.) MT rendelet 	 az erdőkről és a vadgazdálkodásról szóló 1961. évi VII. törvény végrehajtására kiadott 73/1981. (XII. 29.) MT rendelet módosításáról
- 34/1987. (IX. 8.) MT rendelet 	 a mezőgazdasági beruházások 1987. évi támogatási okirat kiadásának felfüggesztéséről
- 35/1987. (IX. 15.) MT rendelet 	 a Közlekedési Főfelügyeletről szóló 15/1983. (VI. 1.) MT rendelet módosításáról
- 36/1987. (IX. 29.) MT rendelet 	 egyes minisztertanácsi rendeletek módosításáról és hatályon kívül helyezéséről
- 37/1987. (X. 12.) MT rendelet 	 az általános forgalmi adóról szóló 1987. évi V. törvény egyes rendelkezéseinek végrehajtásáról
- 38/1987. (X. 12.) MT rendelet 	 a magánszemélyek jövedelemadójáról szóló 1987. évi VI. törvény egyes rendelkezéseinek végrehajtásáról
- 39/1987. (X. 12.) MT rendelet 	 a mezőgazdasági tevékenység egyes adózási és támogatási kérdéseiről
- 40/1987. (X. 13.) MT rendelet 	 a gazdálkodó szervezetek jövedelemszabályozásáról
- 41/1987. (X. 13.) MT rendelet 	 az adóreformmal összefüggő árváltozásokról
- 42/1987. (X. 13.) MT rendelet 	 a tisztességtelen ár megállapításáról
- 43/1987. (X. 13.) MT rendelet 	 az árszabályozásról szóló 38/1984. (XI. 5.) MT rendelet módosításáról
- 44/1987. (X. 14.) MT rendelet 	 a vállalati bérszabályozásról, az adózott nyereség anyagi ösztönzési célú felhasználásáról és a magasabb vezető állású dolgozók anyagi érdekeltségi rendszeréről
- 45/1987. (X. 14.) MT rendelet 	 egyes gazdálkodó szervezeteknek a bérszabályozási előírások alól történő mentesítéséről
- 46/1987. (X. 14.) MT rendelet 	 egyes munkaügyi rendelkezésekről
- 47/1987. (X. 14.) MT rendelet 	 a központi műszaki fejlesztési alap képzéséről és felhasználásáról
- 48/1987. (X. 14.) MT rendelet 	 az egyes szövetkezetek közös alapjainak képzéséről és felhasználásáról szóló 7/1985. (II. 9.) MT rendelet módosításáról
- 49/1987. (X. 14.) MT rendelet 	 a mezőgazdasági termelőszövetkezetek Kölcsönös Támogatási Alapjáról szóló 31/1980. (VII. 31.) MT rendelet módosításáról
- 50/1987. (X. 14.) MT rendelet 	 az adóigazgatási eljárásról
- 51/1987. (X. 14.) MT rendelet 	 a vagyonjegyről
- 52/1987. (X. 15.) MT rendelet 	 a Foglalkoztatási Alap létrehozásáról és a foglalkoztatáspolitikai célú korengedményes nyugdíjazásról
- 53/1987. (X. 24.) MT rendelet 	 a lakásépítéssel kapcsolatos kötelező jótállásról
- 54/1987. (X. 24.) MT rendelet 	 az atomenergiáról szóló 1980. évi I. törvény végrehajtásáról rendelkező 12/1980. (IV. 5.) MT rendelet módosításáról
- 55/1987. (X. 30.) MT rendelet 	 az emberi környezetre veszélyt jelentő egyes anyagok külföldről történő behozataláról
- 56/1987. (XI. 6.) MT rendelet 	 a társadalombiztosításról szóló 1975. évi II. törvény végrehajtása tárgyában kiadott 17/1975. (VI. 14.) MT rendelet módosításáról
- 57/1987. (XI. 15.) MT rendelet 	 az általános forgalmi adóról szóló 1987. évi V. törvény egyes rendelkezéseinek végrehajtásáról kiadott 37/1987. (X. 12.) MT rendelet módosításáról
- 58/1987. (XI. 15.) MT rendelet 	 a központi államigazgatási szervek vezetőinek és ügyintézőinek képesítési rendszeréről
- 59/1987. (XI. 29.) MT rendelet 	 a Magyar Népköztársaság Kormánya és a Francia Köztársaság Kormánya között a beruházások kölcsönös elősegítéséről és védelméről szóló megállapodás kihirdetéséről
- 60/1987. (XI. 29.) MT rendelet 	 a honvédelemről szóló 1976. évi I. törvény végrehajtására kiadott 6/1976. (III. 31.) MT rendelet módosításáról
- 61/1987. (XI. 29.) MT rendelet 	 egyes egészségügyi szolgáltatások térítési díjáról
- 62/1987. (XI. 29.) MT rendelet 	 a takarékbetétekből származó 1988. évi jövedelmek utáni adó megfizetésének módjáról
- 63/1987. (XII. 2.) MT rendelet 	 a tanácsokról szóló 1971. évi I. törvény végrehajtásáról rendelkező 11/1971. (III. 31.) Korm. rendelet módosításáról
- 64/1987. (XII. 2.) MT rendelet 	 a kötvényről szóló 1982. évi 28. törvényerejű rendelet végrehajtásáról rendelkező 65/1982. (XII. 4.) MT rendelet módosításáról
- 65/1987. (XII. 2.) MT rendelet 	 a lakossági adóigazgatási eljárás általános szabályairól szóló 58/1981. (XI. 19.) MT rendelet módosításáról
- 66/1987. (XII. 2.) MT rendelet 	 az adótanácsadói tevékenységről
- 67/1987. (XII. 2.) MT rendelet 	 a háztáji és kisegítő gazdaságok jövedelemadójáról szóló rendelet és a lakosság borforgalmi adójáról szóló rendelet módosításáról, továbbá az ebadóról szóló rendelet hatályon kívül helyezéséről
- 68/1987. (XII. 7.) MT rendelet 	 a repülési pótlékról
- 69/1987. (XII. 7.) MT rendelet 	 a gazdasági bírságról szóló 32/1984. (X. 31.) MT rendelet módosításáról
- 70/1987. (XII. 10.) MT rendelet 	 a Magyar Népköztársaság Kormánya és az Osztrák Köztársaság Kormánya között a nukleáris létesítményeket érintő, kölcsönös érdeklődés tárgyát képező kérdések szabályozásáról Bécsben, 1987. április 29-én aláírt egyezmény kihirdetéséről
- 71/1987. (XII. 10.) MT rendelet 	 a Magyar Népköztársaság Kormánya és a Ciprusi Köztársaság Kormánya között a vízumkényszer megszüntetéséről szóló egyezmény kihirdetéséről
- 72/1987. (XII. 10.) MT rendelet 	 a fogyasztási adóról
- 73/1987. (XII. 10.) MT rendelet 	 az Egészségvédelmi Alap létrehozásáról
- 74/1987. (XII. 10.) MT rendelet 	 a tartós fogyasztási cikkek alkatrészellátásáról és javítószolgálatáról szóló 35/1978. (VII. 6.) MT rendelet módosításáról
- 75/1987. (XII. 10.) MT rendelet 	 az állami tulajdonban álló házingatlanok elidegenítésének szabályozásáról szóló 32/1969. (IX. 30.) Korm. rendelet módosításáról
- 76/1987. (XII. 10.) MT rendelet 	 a lakásépítés (-vásárlás) pénzügyi feltételeiről és a szociálpolitikai kedvezményről szóló * 61/1985. (XII. 27.) MT rendelet módosításáról
- 77/1987. (XII. 14.) MT rendelet 	 a fogyasztói árkiegészítésről
- 78/1987. (XII. 14.) MT rendelet 	 a javító-karbantartó szolgáltatások minőségvédelméről szóló 16/1976. (VI. 4.) MT rendelet módosításáról
- 79/1987. (XII. 23.) MT rendelet 	 a külföldre utazás pénzügyi feltételeiről
- 80/1987. (XII. 24.) MT rendelet 	 vasúti közlekedéssel összefüggő egyes minisztertanácsi rendeletek módosításáról
- 81/1987. (XII. 27.) MT rendelet 	 az államtitokra és a szolgálati titokra vonatkozó titoktartás kötelezettsége alóli felmentésről
- 82/1987. (XII. 27.) MT rendelet 	 a nyugellátások és egyéb ellátások emeléséről, illetőleg kiegészítéséről, valamint a társadalombiztosításról szóló 1975. évi II. törvény végrehajtása tárgyában kiadott 17/1975. (VI. 14.) MT rendelet módosításáról
- 83/1987. (XII. 27.) MT rendelet 	 a rokkantsági járadékról
- 84/1987. (XII. 27.) MT rendelet 	 a gyermekgondozási segélyről szóló 10/1982. (IV. 16.) MT rendelet módosításáról
- 85/1987. (XII. 28.) MT rendelet 	 az állami pénzügyekről szóló 1979. évi II. törvény végrehajtásáról rendelkező 23/1979. (VI. 28.) MT rendelet módosításáról
- 86/1987. (XII. 29.) MT rendelet 	 az 1960 előtt kibocsátott kormányszintű jogszabályok rendezéséről
- 87/1987. (XII. 30.) MT rendelet a munka törvénykönyve végrehajtásáról szóló 48/1979. (XII. 1.) MT rendelet módosításáról
- 88/1987. (XII. 30.) MT rendelet 	 a tudomány doktora fokozattal rendelkezők illetmény- és nyugdíj-kiegészítéséről
- 89/1987. (XII. 30.) MT rendelet 	 a nem lakás céljára szolgáló helyiségek béréről szóló 34/1985. (VII. 1.) MT rendelet módosításáról
- 90/1987. (XII. 30.) MT rendelet 	 a műszaki alkotói díj alapításáról
- 91/1987. (XII. 30.) MT rendelet 	 a műszaki főtanácsosi és a műszaki tanácsosi cím adományozásáról
- 92/1987. (XII. 30.) MT rendelet 	 a gazdálkodási kötelesség megszegésének bűncselekményével kapcsolatos jogszabályokról
- 93/1987. (XII. 30.) MT rendelet 	 egyes minisztertanácsi rendeletek módosításáról
- 94/1987. (XII. 31.) MT rendelet 	 egyes minisztertanácsi rendeletek módosításáról
- 95/1987. (XII. 31.) MT rendelet 	 a gazdálkodó szervezetek jövedelemszabályozásáról szóló 40/1987. (X. 13.) MT rendelet módosításáról
- 96/1987. (XII. 31.) MT rendelet 	 az állami alapjuttatásról szóló 42/1985. (X. 8.) MT rendelet módosításáról
- 97/1987. (XII. 31.) MT rendelet 	 a gazdasági munkaközösségekről szóló 28/1981. (IX. 9.) MT rendelet módosításáról
- 98/1987. (XII. 31.) MT rendelet 	 a kisvállalkozások részére kifizetett ellenérték adójáról szóló 1/1985. (I. 10.) MT rendelet módosításáról
- 99/1987. (XII. 31.) MT rendelet 	 az egyes kiskereskedelmi és vendéglátóipari üzletek szerződéses üzemeltetéséről szóló 38/1980. (IX. 30.) MT rendelet módosításáról
- 100/1987. (XII. 31.) MT rendelet 	 a mezőgazdasági őrszolgálatról szóló 25/1980. (VI. 27.) MT rendelet módosításáról

### Miniszteri rendeletek

#### Január
- 1/1987. (I. 15.) EüM-BKM-KKM együttes rendelet A külföldi élelmiszerek behozatalának egészségügyi feltételeiről [1]
- 1 1987. (I. 15.) IpM—KM együttes rendelet Az 1987. évi nyári időszámítás bevezetéséről
- 1/1987. (I. 15.) PM—ÉVM együttes rendelet  A lakásépítés (-vásárlás) pénzügyi feltételeiről és a szociálpolitikai kedvezményről szóló 61/1985. (XII. 27.) MT számú rendelet végrehajtására kiadott 44/1985. (XII. 27.) PM—ÉVM számú együttes rendelet módosításáról
- 2/1987. (I. 15.) PM rendelet  A lakásépítési (-vásárlási) és egyéb építési kölcsönfeltételekről
- 3/1987. (I. 15.) PM—ÉVM együttes rendelet Az egyes építési kölcsönökről szóló 49/1982. (X. 7.) PM—ÉVM számú együttes rendelet módosításáról
- 4/1987. (I. 15.) PM rendelet Az ifjúsági takarékbetétről, valamint a fiatal házasok áruvásárlási kölcsönéről szóló 43/1980. (XII. 10.) PM számú rendelet módosításáról

#### Február
- 2/1987. (II. 17.) IpM rendelet a Robbanóanyagipari Biztonsági Szabályzat közzétételéről

#### Március
- 9/1987. (III. 19.) PM rendelet a megszűnt Állami Fejlesztési Bank jogutódlásával összefüggő intézkedésekről

#### Április
- 4/1987. (IV. 3.) KM rendelet a Nemzetközi Vasúti Árufuvarozási Egyezményre vonatkozó Egységes Szabályok (CIM) mellékleteinek kihirdetéséről
- 15/1987. (IV. 13.) PM rendelet a biztosítóintézetek jövedelem- és keresetszabályozásáról, a biztosítóintézetek magasabb vezető állású dolgozóinak anyagi érdekeltségi rendszeréről

#### Május
- 16/1987. (V. 4.) PM rendelet a lakásnyeremény-takarékbetétről

#### Június
- 4/1987. (VI. 14.) IM rendelet a családjogi törvény végrehajtásáról, valamint a családjogi törvény módosításáról szóló 1986. évi IV. törvénnyel kapcsolatos átmeneti rendelkezésekről
- 6/1987. (VI. 24.) EüM rendelet a keszonmunkákról

#### Július
- 5/1987. (VII. 22.) IpM-EüM-PM együttes rendelet a mecseki bányászatban foglalkoztatottak bányászati keresetkiegészítéséről
- 7/1987. (VII. 28.) MÉM rendelet Az állami személyzeti munkáról

#### Augusztus
- 40/1987. (VIII. 24.) PM rendelet a szövetkezeti tagok által jegyzett részjegyekről, célrészjegyekről és egyéb vagyoni hozzájárulásról szóló 33/1983. (XI. 3.) PM rendelet módosításáról

#### Október
- 45/1987. (X. 14.) PM rendelet a gazdálkodó szervezetek jövedelemszabályozásáról

#### November
- 9/1987. (XI. 29.) ÉVM rendelet a téli munkaszünetről és annak díjazásáról szóló 15/1971. (V. 22.) ÉVM— MüM együttes rendelet módosításáról

#### December
- 60/1987. (XII. 7.) PM rendelet a leltározás, mérleg- és mérlegbeszámoló készítési kötelezettségről
- 70/1987. (XII. 14.) PM—KkM együttes rendelet  az átmeneti időre nyújtható termelés korszerűsítési támogatásról szóló 24/1979. (XI. 1.) PM—KkM együttes rendelet hatályon kívül helyezéséről
- 19/1987. (XII. 24.) EüM rendelet a területi szociális gondozásról szóló 10/1986. (IX. 24.) EüM rendelet módosításáról
- 73/1987. (XII. 24.) PM rendelet a biztosítóintézetek jövedelem- és keresetszabályozásáról, a biztosítóintézetek magasabb vezető állású dolgozóinak anyagi érdekeltségi rendszeréről szóló 15/1987. (IV. 13.) PM rendelet módosításáról
- 15/1987. (XII. 27.) KM-ÉVM együttes rendelet a vasúti építmények engedélyezéséről és üzemeltetésük ellenőrzéséről
- 11/1987. (XII. 29.) IM rendelet az 1960 előtt kibocsátott igazságügy-miniszteri rendeletek rendezéséről
- 12/1987. (XII. 29.) IM rendelet a jogszabályszerkesztésről
- 17/1987. (XII. 30.) ÉVM-MÉM-PM együttes rendelet az állami tulajdonban álló házingatlanok elidegenítésének szabályozásáról szóló 32/1969.(IX. 30. ) Korm.  rendelet végrehajtására kiadott 16/1969. (IX. 30.) ÉVM-iMÉM-PM együttes rendelet módosításáról
- 99/1987. (XII. 30.) EVM-KBM  együttes rendelet a vámjog részletes szabályainak megállapításáról és a vámeljárás szabályozásáról szóló 39/1976.(XI. 10) PM-KkM  együttes rendelet módosításáról
- 2/1987.(XII. 30.) SZEM-PM  együttes rendelet a megváltozott munkaképességű dolgozók foglalkoztatásáról és szociális ellátásáról szóló 8/1983.(VI. 29.) EüM-PM  együttes rendelet módosításáról
- 102/1987. (XII. 31.) PM rendelet a magánszemélyek forgalmi adójával kapcsolatos átmeneti intézkedésekről
- 105/1987. (XII. 31. PM—KeM együttes rendelet Az áruvásárlási kölcsönről
- 107/1987. (XII. 31.) PM rendelet a Gabcsikovo—Nagymaros Vízlépcsőrendszer Építési Alap létesítéséről

### Kormányhatározatok
- 1001/1987. (I. 15.) Mt. határozat Az állami személyzeti munkáról [2]
- 1002/1987. (I. 15.) Mt. határozat Az ünnepségek és rendezvények megtartásának rendjéről
- 1003/1987. (I. 15.) Mt. határozat Az „IFJÚSÁGI DfJ” alapításáról
- 1004/1987. (I. 15.) Mt. határozat A Fővárosi Tanács elnöke felmentésének, illetve megválasztásának jóváhagyásáról
- 1005/1987. (I. 15.) Mt. határozat A MÉH Nyersanyaghasznosító Tröszt létesítő határozatának jóváhagyásáról
- 1006/1987. (I. 15.) Mt. határozat Egyes kormánybizottságok elnöki tisztségében történő változásokról
- 1007/1987. (I. 15.) Mt. határozat Az Állami Tervbizottságról
- 1008/1987. (I. 15.) Mt. határozat A Gazdaságfelügyeleti Bizottságról
- 1009/1987. (I. 15.) Mt. határozat A Nemzetközi Gazdasági Kapcsolatok Bizottságáról
- 1010/1987. (I. 15.) Mt. határozat Egyetemi tanárok felmentéséről